# Weiss (cratère)
Pour les articles homonymes, voir Weiss.
Weiss est un cratère d'impact de la Lune.